# Noël Studer
Noël Oliver Studer (* 18. Oktober 1996 in Bern) ist ein Schweizer Schachspieler, der seit 2017 Grossmeister (GM) ist.

## Überblick
Studer lernte die Schachregeln im Kindergartenalter von seinem Vater, trat aber erst mit zehn Jahren in einen Schachklub ein. Im Alter von zwölf Jahren nahm er erstmals an nationalen und internationalen Juniorentitelkämpfen teil. 2013 wurde er in Maribor (Slowenien) U18-Team-Vize-Europameister und ein Jahr später Fünfter der U18-Jugendweltmeisterschaften in Durban (Südafrika). Im Juli 2016 gewann er – noch im Juniorenalter – als drittjüngster Spieler der nationalen Schachgeschichte den Titel des Schweizer Einzelmeisters. Im April 2017 erfüllte Studer im Alter von 20 ½ Jahren seine 3. GM-Norm, womit er der jüngste Grossmeister der Schweizer Schachhistorie ist.

## Trainer

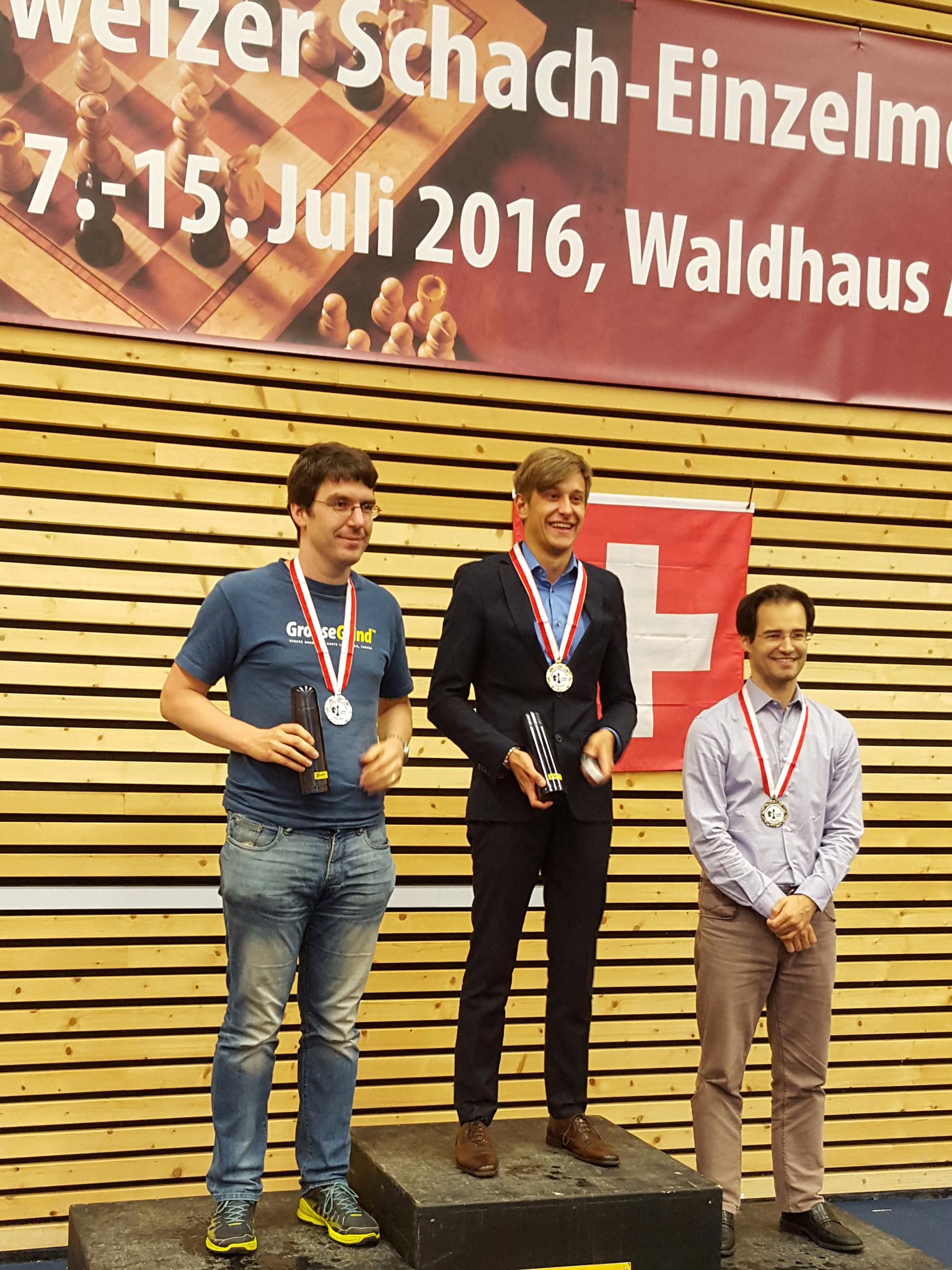
Siegerehrung bei der SEM 2016: Meister Noël Studer zwischen Vizemeister Roland Lötscher (l.) und dem Dritten Yannick Pelletier (r.)

- Oliver Kurmann (Schweiz): 2009 bis 2013
- Artur Jussupow (Deutschland): 2009 bis 2016
- Josif Dorfman (Ukraine/Frankreich): 2016 bis Oktober 2017
- Vincent Riff (Frankreich): Seit Oktober 2017

## Nationalmannschaft
Seinen Einstand bei der Schweizer Nationalmannschaft feierte Studer 2013 beim Mitropa Cup. Seit 2015 ist er festes Mitglied des Nationalkaders, für den er 2016 erneut beim Mitropa Cup im Einsatz stand.

## Vereine und Erfolge
Für seinen ersten Verein, den Schachklub Bern, spielte Studer von 2006 bis 2013 u. a. bei den Schweizer Mannschaftsmeisterschaften (SMM) (2010 als jüngster Nationalliga-A-Spieler der Schweizer Schachgeschichte) und den Schweizer Gruppenmeisterschaften (SGM) mit. 2013 spielte er bei der Schachgesellschaft Schwarz-Weiss Bern die SMM NLA. In der Schweizer Bundesliga spielte Studer von 2013 bis 2015 für den ASK Winterthur, mit dem er 2015 Schweizer Gruppenmeister wurde; seit dem Zusammenschluss des ASK Winterthur mit der SG Winterthur im Jahr 2015 tritt er für die SG Winterthur an. In der Nationalliga A spielte er von 2014 bis 2017 für die Schachgesellschaft Zürich (2014 3. Rang; 2015 2. Rang sowie Teilnahme am European Club Cup in Skopje, Mazedonien, 14. Rang, 2016 Meister), seit 2018 spielt er für den Schachklub Luzern, mit dem er 2018 Meister wurde. In der österreichischen Bundesliga spielte er in der Saison 2015/16 für den SK Hohenems und in der Saison 2017/18 für SIR Royal Salzburg, in Deutschland spielt er seit 2017 für den FC Bayern München.

## Nationale Meisterschaftsteilnahmen und -resultate
| Jahr | Ort       | Turnier                                   | Startrang | Endrang | Punkte/Runden | Bemerkungen                                                                                  |
| ---- | --------- | ----------------------------------------- | --------- | ------- | ------------- | -------------------------------------------------------------------------------------------- |
| 2018 | Diverse   | Schweizer Mannschaftsmeisterschaften NL A | 5*        | 1*      | 6/8**         | Schweizer Mannschaftsmeister 2018 mit der Schachgesellschaft Luzern; *Team, **Einzelresultat |
| 2018 | Bern      | Bundesturnier                             | 4         | 1       | 5½/7          | Schweizer Bundesmeister 2018                                                                 |
| 2016 | Flims     | Schweizer Einzelmeisterschaften           | 5         | 1       | 6/9           | Drittjüngster Titelgewinner (19 Jahre und 9 Monate)                                          |
| 2012 | Flims     | U18-Schweizermeisterschaften              | 2         | 1       | 6/9           |                                                                                              |
| 2012 | Flims     | U16-Schweizermeisterschaften              | 1         | 1       | 6/9           |                                                                                              |
| 2011 | Leukerbad | U16-Schweizermeisterschaften              | 5         | 5       | 5/9           |                                                                                              |
| 2010 | Belp      | U14-Schweizermeisterschaften              | 4         | 5       | 4/7           | [ 2 ]                                                                                        |
| 2009 | Echallens | U14-Schweizermeisterschaften              | 5         | 7       | 4/7           | [ 3 ]                                                                                        |
| 2008 | Bern      | U12-Schweizermeisterschaften              | 5         | 4       | 4½/9          | [ 4 ]                                                                                        |

## Internationale Turnierteilnahmen und -resultate
| Jahr | Ort (Land)                            | Turnier                                          | Startrang | Endrang | Punkte/Runden | Bemerkungen |
| ---- | ------------------------------------- | ------------------------------------------------ | --------- | ------- | ------------- | --- |
| 2019 | Bad Ragaz (Schweiz)                   | Accentus Young Masters                           | 4         | 1       | 7,5/9         | |
| 2017 | Zalakaros (Ungarn)                    | 36th Zalakaros Chess Festival Sax Gyula Memorial | 26        | 46      | 5/9           | |
| 2017 | Karlsruhe (Deutschland)               | Grenke Chess Open                                | 59        | 26      | 6½/9          | 3. GM-Norm und Erreichen des Grossmeister-Titels                                                                       |
| 2017 | Bad Ragaz (Schweiz)                   | Accentus Young Masters                           | 5         | 2       | 6/9           | |
| 2016 | Novi Sad (Serbien)                    | European Chess Club Cup                          | 15        | 10      | 4½/7          | mit der Schachgesellschaft Zürich                                                                                      |
| 2016 | Bhubaneswar (Indien)                  | U20-Weltmeisterschaften                          | 14        | 47      | 6½/13         | |
| 2016 | Biel (Schweiz)                        | Int. Schachfestival (Junior’s Challenge)         |           |         | 4½/10         | Match in zehn Runden (4× Blitz, 6× Classic) gegen Francesco Rambaldi (ITA)                                             |
| 2016 | Prag (Tschechien)                     | Mitropa Cup                                      |           |         |               | |
| 2016 | Gjakova (Kosovo)                      | Europameisterschaften                            | 113       | 91      | 6/11          | |
| 2016 | Bad Ragaz (Schweiz)                   | Int. Grossmeister-Turnier                        | 6         | 3       | 6½/9          | 2. GM-Norm |
| 2016 | Karlsruhe (Deutschland)               | Grenke Chess Open                                | 87        | 63      | 6/9           | |
| 2015 | Zürich (Schweiz)                      | Int. Weihnachts-Open                             | 19        | 15      | 4½/7          | |
| 2015 | Chanty-Mansijsk (Russland)            | U20-Weltmeisterschaften                          | 26        | 48      | 5½/13         | |
| 2015 | Deizisau (Deutschland)                | Int. Neckar-Open                                 | 38        | 30      | 6/9           | |
| 2015 | Marienbad (Tschechien)                | Int. Grossmeister-Turnier                        | 8         | 4       | 5½/9          | |
| 2015 | Graz (Österreich)                     | Int. Open                                        | 25        | 37      | 4/8           | |
| 2014 | Doha (Katar)                          | Qatar Masters Open                               | 115       | 128     | 3½/9          | |
| 2014 | Durban (Südafrika)                    | U18-Weltmeisterschaften                          | 12        | 5       | 7½/10         | 3. IM-Norm; bestes Schweizer Resultat seit 1971                                                                        |
| 2014 | Batumi (Georgien)                     | U18-Europameisterschaften                        | 10        | 34      | 4½/9          | |
| 2014 | Biel/Bienne (Schweiz)                 | Int. Chess Festival                              | 31        | 21      | 6½/11         | 2. IM-Norm; Schweizermeister U-18                                                                                      |
| 2014 | Deizisau (Deutschland)                | Int. Neckar-Open                                 | 55        | 17      | 6½/9          | 1. IM-Norm; 1. GM-Norm; jüngster Schweizer mit GM-Norm                                                                 |
| 2014 | Gibraltar                             | Int. Open                                        | 123       | 112     | 5/10          | |
| 2013 | Al-Ain (Vereinigte Arabische Emirate) | U18-Weltmeisterschaften                          | 28        | 71      | 5½/11         | |
| 2013 | Budva (Montenegro)                    | U18-Europameisterschaften                        | 19        | 18      | 5½/9          | |
| 2013 | Maribor (Slowenien)                   | U18-Team-Europameisterschaften                   | 5         | 1       | 5½/7          | ausserdem Silber im Team und Bronze im Team Rapid (Noël Studer, Nico Georgiadis, Lars Rindlisbacher, Patrik Grandadam) |
| 2013 | Meißen (Deutschland)                  | Mitropa Cup                                      |           |         |               | Erstes Turnier mit der Herren-Nationalmannschaft                                                                       |
| 2012 | Maribor (Slowenien)                   | U16-Weltmeisterschaften                          | 23        | 23      | 7/11          | |
| 2012 | Prag (Tschechien)                     | U16-Europameisterschaften                        | 21        | 19      | 6/9           | |
| 2012 | Deizisau (Deutschland)                | Int. Neckar-Open                                 | 128       | 78      | 5½/9          | |
| 2011 | Kocaeli (Türkei)                      | U16-Team-Olympiade                               | 10        | 4       | 6/9           | ausserdem Start- und Endrang 8 im Team                                                                                 |
| 2011 | Albena (Bulgarien)                    | U16-Europameisterschaften                        | 52        | 42      | 4½/9          | |
| 2011 | Deizisau (Deutschland)                | Int. Neckar-Open                                 | 260       | 221     | 4½/9          | |
| 2010 | Chalkidiki (Griechenland)             | U14-Weltmeisterschaften                          | 56        | 77      | 5/11          | |
| 2009 | Antalya (Türkei)                      | U14-Weltmeisterschaften                          | 68        | 76      | 5½/11         | |
| 2008 | Herceg Novi (Montenegro)              | U12-Europameisterschaften                        | 119       | 73      | 4½/9          | |